# Caleta Haro
Die Caleta Haro ist eine Nebenbucht des Yankee Harbour von Greenwich Island im Archipel der Südlichen Shetlandinseln. Sie liegt an der Basis des Provadiya Hook.
Chilenische Wissenschaftler benannten sie 1947. Der weitere Benennungshintergrund ist nicht überliefert.